# Satsen om den slutna grafen
Satsen om den slutna grafen är ett grundläggande resultat inom funktionalanalysen som karakteriserar kontinuerliga linjära operatorer mellan två Banachrum med hjälp av deras grafer.

## Satsen
För en funktion {\displaystyle T:X\to Y} definieras grafen av {\displaystyle T} som mängden
{\displaystyle \lbrace (x,y)\in X\times Y\mid Tx=y\rbrace }.
Satsen om den slutna grafen är: Om {\displaystyle X} och {\displaystyle Y} är Banachrum, och {\displaystyle T:X\to Y} är en överalltdefinierad linjär operator (dvs. att definitionsmängden {\displaystyle D_{T}} för {\displaystyle T} är {\displaystyle X}), då är {\displaystyle T} kontinuerlig (eller begränsad), om och endast om den är en sluten operator; det vill säga att grafen är sluten i {\displaystyle X\times Y} (med produkttopologin).